# Équipe de Cuba de football à la Coupe du monde 1938
L'Équipe de Cuba de football participa à la coupe du monde de football de 1938, ce qui constitua sa première et unique participation en coupe du monde. Pour cette première édition, Cuba fut éliminée au premier tour, en inscrivant cinq buts et en encaissant douze, dont huit par la Suède. Juan Tuñas était le dernier survivant de l'équipe jusqu'à son décès en 2011. Il a été honoré en 2005 par Fidel Castro.

## Résumé
Bénéficiant des nombreux forfaits dans la zone CONCACAF, Cuba se présente à la Coupe du monde 1938, en tant que seul représentant du football nord-américain. Il s'agit du troisième pays de la CONCACAF à participer à la Coupe du monde, après le Mexique et les USA en 1930.

## Qualification
Les équipes des États-Unis, la Colombie, le Costa Rica, le Mexique, le Salvador et la Guyane néerlandaise se sont tous retirés, donc Cuba est directement qualifié pour la Coupe du monde.
|  | Équipe                      | Pts | J | G | N | P | BP | BC | Diff |
|  | --------------------------- | --- | - | - | - | - | -- | -- | ---- |
|  | Cuba                        |     |   |   |   |   |    |    |      |
|  | États-Unis forfait          |     |   |   |   |   |    |    |      |
|  | Colombie forfait            |     |   |   |   |   |    |    |      |
|  | Costa Rica forfait          |     |   |   |   |   |    |    |      |
|  | Mexique forfait             |     |   |   |   |   |    |    |      |
|  | Salvador forfait            |     |   |   |   |   |    |    |      |
|  | Guyane néerlandaise forfait |     |   |   |   |   |    |    |      |

## Effectif
| Numéro / Nom       | Numéro / Nom           | Club               | Date de naissance | J.              | Buts            |                 |                 |                 |
| Gardiens de but    | Gardiens de but        | Gardiens de but    | Gardiens de but   | Gardiens de but | Gardiens de but | Gardiens de but | Gardiens de but | Gardiens de but |
| ------------------ | ---------------------- | ------------------ | ----------------- | --------------- | --------------- | --------------- | --------------- | --------------- |
|                    | Juan Ayra              | CD Centro Gallego  | 1911              | 1               | 0               | 0               | 0               | 0               |
|                    | Benito Carvajales      | Juventud Asturiana | 1913              | 2               | 0               | 0               | 0               | 0               |
| Défenseurs         |                        |                    |                   |                 |                 |                 |                 |                 |
|                    | Jacinto Barquín        | CD Puentes Grandes | 03.09.1915        | 3               | 0               | 0               | 0               | 0               |
|                    | Manuel Chorens         | CD Centro Gallego  | 22.01.1916        | 3               | 0               | 0               | 0               | 0               |
| Milieux de terrain |                        |                    |                   |                 |                 |                 |                 |                 |
|                    | Joaquín Arias          | Juventud Asturiana | 12.11.1914        | 3               | 0               | 0               | 0               | 0               |
|                    | Pedro Berges           | Iberia Havana      | 1906              | 3               | 0               | 0               | 0               | 0               |
|                    | Arturo Galceran        | Juventud Asturiana |                   | 0               | 0               | 0               | 0               | 0               |
|                    | José Antonio Rodríguez | CD Centro Gallego  |                   | 0               | 0               | 0               | 0               | 0               |
| Attaquants         |                        |                    |                   |                 |                 |                 |                 |                 |
|                    | Juan Alonzo            | Fortuna Havana     | 1911              | 1               | 0               | 0               | 0               | 0               |
|                    | Tomás Fernández        | CD Centro Gallego  | 1915              | 3               | 1               | 0               | 0               | 0               |
|                    | Pedro Ferrer           | Iberia Havana      | 1908              | 1               | 0               | 0               | 0               | 0               |
|                    | José Magriñá           | CD Centro Gallego  | 14.12.1917        | 2               | 1               | 0               | 0               | 0               |
|                    | Héctor Socorro         | CD Puentes Grandes | 26.06.1912        | 3               | 3               | 0               | 0               | 0               |
|                    | Mario Sosa             | Iberia Havana      | 1910              | 2               | 0               | 0               | 0               | 0               |
|                    | Carlos Oliveira        | Hispano America    |                   | 0               | 0               | 0               | 0               | 0               |
|                    | Juan Tuñas             | Juventud Asturiana | 01.02.1917        | 3               | 0               | 0               | 0               | 0               |
| Sélectionneur      |                        |                    |                   |                 |                 |                 |                 |                 |
|                    | José Tapia             |                    |                   |                 |                 |                 |                 |                 |

## Coupe du monde

### Huitième-de-finale
| 5 juin 1938                       | Cuba                            | 3 - 3 a.p. | Roumanie                              | Stade du T.O.E.C., Toulouse                     |                                                 |
| 17:00 · Historique des rencontres | Socorro 44e, 103e · Magriñá 69e |            | Bindea 35e · Baratky 88e · Dobay 105e | Spectateurs : 7 000 Arbitrage : Giuseppe Scarpi | Spectateurs : 7 000 Arbitrage : Giuseppe Scarpi |
| 17:00 · Historique des rencontres | (Rapport)                       |            |                                       | Spectateurs : 7 000 Arbitrage : Giuseppe Scarpi | Spectateurs : 7 000 Arbitrage : Giuseppe Scarpi |

#### Match rejoué
| 9 juin 1938                       | Cuba                        | 2 - 1 | Roumanie  | Stade du T.O.E.C., Toulouse                   |                                               |
| 18:00 · Historique des rencontres | Socorro 51e · Fernández 53e |       | Dobay 35e | Spectateurs : 8 000 Arbitrage : Alfred Birlem | Spectateurs : 8 000 Arbitrage : Alfred Birlem |
| 18:00 · Historique des rencontres | (Rapport)                   |       |           | Spectateurs : 8 000 Arbitrage : Alfred Birlem | Spectateurs : 8 000 Arbitrage : Alfred Birlem |

### Quart-de-finale
| 12 juin 1938                      | Suède                                                                        | 8 - 0 | Cuba | Stade du Fort Carré, Antibes             |                                          |
| 17:00 · Historique des rencontres | Keller 9e, 80e, 81e · Wetterström 32e, 37e, 44e · Nyberg 84e · Andersson 90e |       |      | Spectateurs : 7 000 Arbitrage : M. Krist | Spectateurs : 7 000 Arbitrage : M. Krist |
| 17:00 · Historique des rencontres | (Rapport)                                                                    |       |      | Spectateurs : 7 000 Arbitrage : M. Krist | Spectateurs : 7 000 Arbitrage : M. Krist |

## Buteurs
3 buts
- Héctor Socorro

1 but
- Tomás Fernández
- José Magriñá